# هوراس کاکس

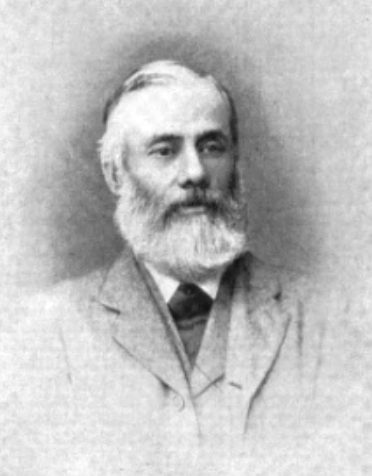
هوراس کاکس در ۲۷ مارس ۱۸۹۵

هوراس کاکس ناشر مهم و متمایز کتاب در لندن بود که در دوره ویکتوریا تأسیس شد. خود کاکس در سال ۱۹۱۸ درگذشت. در میان دیگران، این شرکت، فهرست دفتری کراکفورد، فیلد و لا تایمز را منتشر کرد.